# Análise multivariada da variância
Em estatística, a análise multivariada da variância ou MANOVA (do inglês multivariate analysis of variance) é um procedimento para comparação de médias amostrais multivariadas. Como um procedimento multivariado, é usada quando há duas ou mais variáveis dependentes e é tipicamente seguida por testes de significância envolvendo variáveis dependentes individuais separadamente. A análise multivariada da variância ajuda a responder:
1. As mudanças na variável independente ou nas variáveis independentes têm efeitos significantes nas variáveis dependentes?
2. Quais são as relações entre as variáveis dependentes?
3. Quais são as relações entre as variáveis independentes?

## Relação com a análise de variância (ANOVA)
A análise multivariada da variância é uma forma generalizada da análise de variância univariada (ANOVA), embora, diferentemente desta, a análise multivariada da variância use a covariância entre variáveis dependentes ao testar a significância estatística das diferenças de média.
Onde aparecem somas de quadrados na análise univariada da variância, aparecem matrizes positivas definidas na análise multivariada. As entradas na diagonal são os mesmos tipos de somas de quadrados que aparecem na análise univariada. As entradas fora da diagonal são as somas dos produtos correspondentes. Sob pressupostos de normalidade sobre as distribuições de erro, a contraparte da soma dos quadrados devido ao erro tem uma distribuição de Wishart.
A análise multivariada da variância é baseada no produto da matriz de variância do modelo, {\displaystyle \Sigma _{modelo}}, pelo inverso da matriz de variância do erro, {\displaystyle \Sigma _{erro}^{-1}}, ou {\displaystyle A=\Sigma _{modelo}\times \Sigma _{erro}^{-1}}. A hipótese de que {\displaystyle \Sigma _{modelo}=\Sigma _{erro}} implica que o produto {\displaystyle A\sim I}. Considerações de invariância implicam que a estatística da análise multivariada da variância deve ser uma medida de magnitude da decomposição em valores singulares deste produto de matriz, mas não há uma única escolha devido à natureza multidimensional da hipótese alternativa.
As estatísticas mais comuns são resumos baseados nas raízes (ou autovalores) {\displaystyle \lambda _{p}} da matriz {\displaystyle A}:
- Lambda de Wilks: {\displaystyle \Lambda _{Wilks}=\prod _{1...p}(1/(1+\lambda _{p}))=\det(I+A)^{-1}=\det(\Sigma _{erro})/\det(\Sigma _{erro}+\Sigma _{modelo)})} com distribuição lambda de Wilks;
- Traço de Pillai–Bartlett: {\displaystyle \Lambda _{Pillai}=\sum _{1...p}(\lambda _{p}/(1+\lambda _{p}))=\mathrm {tr} ((I+A)^{-1})};[6]
- Traço de Lawley–Hotelling: {\displaystyle \Lambda _{LH}=\sum _{1...p}(\lambda _{p})=\mathrm {tr} (A)};
- Maior raiz de Roy: {\displaystyle \Lambda _{Roy}=max_{p}(\lambda _{p})=\|A\|_{\infty }}.

Há discussão sobre os méritos de cada uma, ainda que a estatística da maior raiz leve apenas a um limite sobre a significância que não é geralmente de interesse prático. Uma complicação posterior é que, exceto para a maior raiz de Roy, a distribuição destas estatísticas sob a hipótese nula não é direta e pode apenas ser aproximada, exceto em alguns poucos casos de baixas dimensões. Um algoritmo para a distribuição da maior raiz de Roy sob a hipótese foi derivado e a distribuição sob a alternativa tem sido estudada.
A aproximação mais conhecida para o lambda de Wilks foi derivada pelo matemático indiano Calyampudi Radhakrishna Rao.
No caso de dois grupos, todas as estatísticas são equivalentes e o teste reduz ao T² de Hotelling.

## Correlação de variáveis dependentes
A potência da análise multivariada de variância é afetada pelas correlações das variáveis dependentes e pelos tamanhos de efeito associados com aquelas variáveis. Por exemplo, quando há dois grupos e duas variáveis dependentes, a potência da análise multivariada da variância é a mais baixa quando a correlação é igual à razão do tamanho de efeito padronizado menor pelo maior.